# ヴィクトル・シーグ
シャルル＝ヴィクトル・シーグ（Charles-Victor Sieg 1837年8月8日 - 1899年4月6日）は、フランスの作曲家、オルガニスト。1864年に劇的カンタータ『Ivanhoé』を作曲してローマ賞を受賞した。

## 生涯
フランス、アルザスの小さな村テュルクアイムに生まれた。父のコンスタン・シーグ（1807年-1891年）は作曲家で、コルマールのサン＝マルタン教会のオルガニストだった。シーグははじめ父から学び、パリ音楽院に入学するとフランソワ・ブノワ（オルガン）とアンブロワーズ・トマ（作曲）に師事した。1863年にオルガンで音楽院の一等賞を獲得、翌年にはカンタータ『Ivanhoé』でローマ賞を受賞した。これはウォルター・スコットが1820年に著した小説『アイヴァンホー』を基に、ヴィクトル・ルシー（Victor Roussy）が執筆したフランス語のテクストに曲を付けたものである。初演は1864年11月18日にオペラ座でジャン・モレールをタイトル・ロールに迎えて行われ、好評を博した。
後年『3つの即興曲』、『タランテラ』、『カプリス＝ワルツ』など数曲のピアノ曲を出版するも、『Ivanhoé』はシーグの唯一の大作となった。ローマではオペラ・コミックを手掛けて帰国し、パリでノートルダム・ド・クリニャンクール教会のオルガニストの職に就くと教職に専心した。サン＝メリ教会のオルガニストも引き受け、パリ市内の学校で歌唱監査人を務めた。1899年にコルマールで61年の生涯を閉じた。テュルクアイムのヴィクトル・シーグ通りは彼の栄誉にちなんで命名された。